# Gid'on Gadot
Gid'on Gadot (hebrejsky גדעון גדות‎) byl izraelský politik a bývalý poslanec Knesetu za stranu Likud.

## Biografie
Narodil se 1. dubna 1941. Navštěvoval střední zemědělskou školu v Mikve Jisra'el, studoval sociologii a komunikaci na univerzitě v Jihoafrické republice.

## Politická dráha
Od roku 1951 působil v hnutí Bejtar, v letech 1965–1968 byl členem jeho celostátního vedení a v letech 1970–1973 byl vyslancem Bejtaru v Jihoafrické republice. Působil jako novinář v listech Cherut, ha-Jom a Jom jom. V letech 1977–1982 byl vedoucím tiskového odboru hnutí Cherut.
V izraelském parlamentu zasedl poprvé po volbách v roce 1984, do nichž šel za stranu Likud. Byl členem výboru finančního a výboru pro televizi a rozhlas. Mandát za Likud obhájil ve volbách v roce 1988. Zasedl ve výboru finančním výboru pro ekonomické záležitosti a výboru pro televizi a rozhlas. Působil jako místopředseda Knesetu.
Zemřel 21. září 2012 a je pohřben na hřbitově Nachlat Jicchak v Tel Avivu.